# Xalam (groupe)
Pour les articles homonymes, voir Xalam.
Xalam est un groupe musical sénégalais. Le groupe joue un mélange de jazz contemporain aussi bien que des mbalax africains habituellement chantés en wolof, la langue dominante du Sénégal, et inclut des cuivres, batterie, percussions, claviers, basse, guitare, et chant.

## Histoire

### Débuts
Le groupe est formé en 1969 par des amis, et nommé au départ African Khalam Orchestra, puis Cadets Xalam, en référence à Xalam 1 (orchestre éphémère des années 1960). Le groupe s'appelle depuis cette époque Xalam 2, ou tout simplement Xalam. Le groupe est nommé Xalam depuis un instrument qui est le luth sénégalais.
En 1975, le groupe effectue un tour d'Afrique avec Hugh Masekela et Miriam Makeba. En 1979, Xalam participe au Festival der Weltkulturen der Berliner Festspiele.

### Années 1980–1990
En 1981, Xalam enregistre la bande-son du film Epcot African Pavilion, à Dakar, pour Disney. Le groupe attire l'intérêt des Rolling Stones qui invitent les percussionnistes à jouer sur leur nouvel album Undercover. En 1983, Xalam fait la première partie de la tournée de Crosby, Stills, Nash and Young. En 1984, Xalam écrit la bande-son du film français Marche à l'ombre (plus de 5 millions de spectateurs). Xalam est classé avec leur LP Gorée pendant cinq mois dans le Top 5 (albums africains, reggae et folk) du journal Le Monde.
En 1987, le batteur et fondateur Abdoulaye Prosper Niang (habituellement appelé Proper Nian) propose à Jean-Philippe Rykiel d'intégrer le groupe pour l'album Xarit afin d'ajouter la composante clavier et arrangements. En 1987, sort Ndiguël, un album dont la sortie au Sénégal est un grand événement, grâce, notamment, aux titres Nitou tey (sur l’humilité), un tube, Keurgui (la maison). En 1988, Prosper Niang, membre hyper-actif du groupe décède à l'âge de 35 ans. Il est considéré depuis comme une météorite de la musique africaine. Il est remplacé à l'époque par son jeune frère. Entre 1989 et 1992, Xalam fait plusieurs concerts dont le MIDEM à Cannes, en France.

### Depuis les années 2000
Le groupe fait une pause avec certains des membres poursuivant des carrières solo, avec par exemple Taffa Cissé composant et jouant avec Jean-Luc Ponty.
Xalam tourne toujours et reste l'un des groupes de musique les plus connus au Sénégal et probablement le plus ancien à toujours partir régulièrement en tournée,. Le groupe sort Live à Montreux en 2008.
Xalam continue de tourner et jouer en Afrique. Après 15 ans de pause discographique, Xalam est de retour en 2015 avec Waxati (« On en reparle » en wolof) qui est enregistré au Studio 26 à Dakar. 
Le 21 juin 2024, ils sortent "Retour aux Sources"  https://open.spotify.com/intl-fr/album/38FP7V8XFVbQbgXWhnWPV1?si=ZDlmhc1VQQu_z9GT5mEPqQ un EP composé de 5 titres. La sortie de leur nouvel album est l'occasion de fêter les 55 ans de carrière ininterrompue du groupe. Une table ronde est organisée à Dakar autour de leur histoire, leurs influences et leur empreinte dans la musique sénégalaise et au-delà.

## Discographie

### Albums studio
- 1975 : Daïda
- 1979 : Ade
- 1983 : Gorée
- 1984 : Africa (cassette seulement au Senegal)
- 1986 : Apartheid
- 1987 : Ndiguël (cassette seulement au Senegal)
- 1988 : Xarit
- 1988 : Nitou Tey (remasterisation de Xarit avec un titre supplémentaire)
- 1990 : Gëstú]
- 1993 : Wam Sabindam
- 2008 : Live à Montreux
- 2009 : 2A@Z <(deux-CD Best of, remasterisé)
- 2015 : Waxati
- 2024 : "Retour aux Sources" (EP de 5 titres)